# 門源回族自治県
門源回族自治県（もんげん-かいぞく-じちけん）は中華人民共和国青海省海北チベット族自治州に位置する自治県。
2022年1月8日に門源県を震央とするMs6.9の地震が発生した。

## 行政区画
- 鎮:浩門鎮、青石咀鎮、泉口鎮、東川鎮
- 郷:北山郷、麻蓮郷、西灘郷、陰田郷、仙米郷、珠固郷、蘇吉灘郷
- 民族郷:皇城モンゴル族郷